# Parliament House (Darwin)

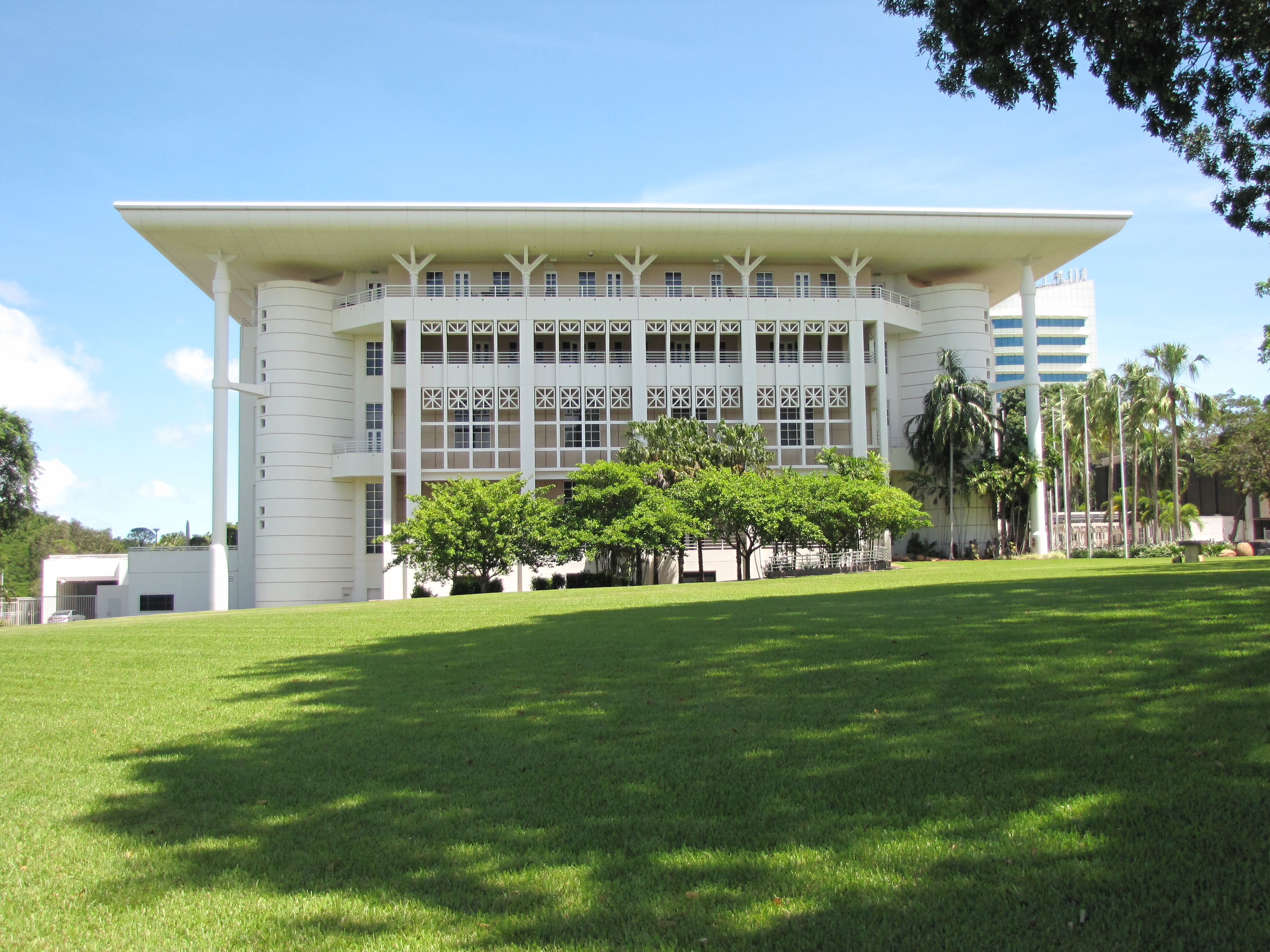
Parliament House in Darwin

Das Parliament House in Darwin ist der Sitz des Parlaments des australischen Northern Territory.

## Geschichte
Vor Errichtung des heutigen Parlamentsgebäudes war das Parlament des Bundesterritoriums in verschiedenen Gebäuden wie dem Post Office und dem Chan Building untergebracht.
Am 2. August 1990 legte Nick Dondas, der damalige Sprecher der Legislative Assembly, den Grundstein. Nach vier Jahren war das Parliament House fertiggestellt und am 18. August 1994 wurde es schließlich von Bill Hayden, dem damaligen Generalgouverneur Australiens, feierlich eröffnet.